# Pà Vầy Sủ
Pà Vầy Sủ là một xã thuộc tỉnh Tuyên Quang, Việt Nam.

## Địa lý
Xã Pà Vầy Sủ có vị trí địa lý:
- Phía đông giáp thị trấn Cốc Pài và xã Chí Cà
- Phía đông nam giáp xã Nàn Ma
- Phía tây, nam và tây nam giáp tỉnh Lào Cai
- Phía bắc giáp Trung Quốc.

Xã Pà Vầy Sủ có diện tích 25,11 km², dân số năm 2019 là 2.095 người, mật độ dân số đạt 83 người/km².

## Hành chính
Xã Pà Vầy Sủ được chia thành 6 thôn, bản: Thèn Ván, Khấu Sỉn, Lý Sáu, Thài Chư Ván, Lử Thân, Khá Lá.

## Lịch sử
Trước đây, Pà Vầy Sủ là một xã thuộc huyện Hoàng Su Phì.
Ngày 30 tháng 4 năm 1962, dưới chính thể mới của Nhà nước Việt Nam Dân Chủ Cộng Hòa, một số xã của Hoàng Su Phì được chia thành nhiều xã nhỏ, trong đó: chia xã Chí Cà thành xã Chí Cà và xã Pà Vầy Sủ.
Ngày 1 tháng 4 năm 1965, Hội đồng Chính phủ ban hành Quyết định số 49-CP về việc thành lập huyện Xín Mần trên cơ sở tách xã Pà Vầy Sủ thuộc huyện Hoàng Su Phì.
Ngày 14 tháng 5 năm 1981, Hội đồng Chính phủ ban hành Quyết định 185/1981/QĐ-CP về việc sáp nhập xã Pốc Pài vào xã Pà Vầy Sử và tách xóm Sin Thờ Lá của xã Pà Vầy Sử để sáp nhập vào xã Chi Cà.